# Jan Chrzciciel Albertrandi
Jan Chrzciciel Albertrandi, noto in Italia col nome italianizzato di Giambattista Albertrandi (Varsavia, 7 dicembre 1731 – Varsavia, 10 agosto 1808), è stato uno storico, gesuita, bibliotecario e vescovo cattolico polacco.

## Biografia

### Gli inizi
Era figlio di Francesco Albertrandi, un pittore nato in Italia e trasferitosi in Polonia, e di Maria Antonina Czechowicz, polacca. Da bambino fu educato dai gesuiti i quali, avendone notato la propensione allo studio, lo convinsero a entrare nella Compagnia di Gesù. A 19 anni fu insegnante presso il Collegio dei Gesuiti di Płońsk; insegnò successivamente a Płock, a Njas'viž e a Vilnius; lasciò la Compagnia gesuita poco prima della sua soppressione in Polonia, probabilmente nel 1769. Nel 1762 lavorò nella grande biblioteca creata dal prelato Józef Andrzej Załuski e che, alla morte dello Załuski (1774), fu requisita da Caterina II di Russia e trasferita a San Pietroburgo. Nel 1764 il primate di Polonia Władysław Aleksander Łubieński gli affidò l'educazione del nipote Felix, che diverrà un importante politico. Nel 1765 Albertrandi fu uno dei fondatori della rivista Monitora, il primo quotidiano in lingua polacca, e negli anni 1769-1777 redattore di Zabaw Przyjemnych i Pożytecznych (Piacevole, divertente e utile), il primo settimanale in lingua polacca.

### La maturità
Poliglotta, Albertrandi accompagnò il suo allievo Felix Łubieński a Vienna e in Italia; a Roma si dedicò allo studio delle antichità. Ritornato in Polonia nel 1773, ebbe l'ufficio di Lettore, presso il re di Polonia Stanislao Augusto Poniatowski, e nel 1775 quello di bibliotecario e di conservatore del Gabinetto Reale delle Medaglie. Fu incaricato da re Stanislao di missioni scientifiche in Italia e in Svezia per raccogliere documenti relativi alla storia della Polonia. La sua attività di studioso lo fece eleggere nel 1800 presidente della Towarzystwo Przyjaciół Nauk (Società degli Amici delle Scienze) che guidò per otto anni, fino cioè alla sua morte. Amico e collaboratore di Adam Naruszewicz, ne continuò la grande opera storica con monografie, pubblicate tutte postume, sui regni degli Iagelloni, di Enrico di Valois e di Stefano I Báthory.

### L'attività religiosa
Per alcuni anni Albertrandi fu parroco della chiesa di Santa Caterina a Varsavia. Nel 1779 divenne canonico di Gniezno e Varsavia, e nel 1795 arcidiacono a Varsavia. Dopo la fine della rivolta di Kościuszko le sue omelie per le messe funebri dei vescovi Józef Kossakowski ed Ignacy Jakub Massalski, alla presenza del nunzio apostolico Lorenzo Litta, irritarono i patrioti polacchi. Fu vicario generale e ispettore scolastico a Varsavia. Difese il seminario dalle interferenze del governo prussiano. Il 18 dicembre 1795 papa Pio VI lo nominò vescovo titolare di Zenopoli di Licia; ricevette la consacrazione episcopale il 26 gennaio 1796.

## Genealogia episcopale e successione apostolica
La genealogia episcopale è:
- Cardinale Scipione Rebiba
- Cardinale Giulio Antonio Santori
- Cardinale Girolamo Bernerio, O.P.
- Arcivescovo Galeazzo Sanvitale
- Cardinale Ludovico Ludovisi
- Cardinale Luigi Caetani
- Cardinale Ulderico Carpegna
- Cardinale Paluzzo Paluzzi Altieri degli Albertoni
- Papa Benedetto XIII
- Papa Benedetto XIV
- Papa Clemente XIII
- Cardinale Luigi Valenti Gonzaga
- Cardinale Lorenzo Litta
- Vescovo Jan Chrzciciel Albertrandi

La successione apostolica è:
- Vescovo Józef Miaskowski (1800)
- Vescovo Michal Franciszek Karpowicz, C.M. (1800)
- Vescovo Teodozy Wisłocki, O.S.B.M. (1800)

## Opere
- Zabytki starożytności rzymskich w pieniądzach... (Le antichità romane secondo le medaglie del gabinetto del re di Polonia), Varsavia, 3 voll. 1807-1808.
- Panowanie Henryka Walezjusza i Stefana Batorego (Il regno di Enrico di Valois e di Stefano Batori), Varsavia, 1823
- (con Żegota Onacewicz), Panowanie Kazimierza, Jana Alberta i Alexandra Jagiellończyków, królów polskich i w. ksia̧ża̧t litewskich (Il regno di Casimiro, Giovanni Alberto e Alessandro Iagellone), 2 Voll., Varsavia: A. Brzezina, 1827 (Google libri)
- Dwadzieścia sześć lat panowania Władysława Jagieły, króla polskiego (Ventisei anni di regno di Ladislao Iagellone, re polacco), 1845